# 14917 Taco
14917 Taco  è un asteroide della fascia principale. Scoperto nel 1994, presenta un'orbita caratterizzata da un semiasse maggiore pari a 2,8401899 UA e da un'eccentricità di 0,2088390, inclinata di 12,36355° rispetto all'eclittica. 